# Parque nacional de Lulusar-Dudipatsar
El Parque nacional de Lulusar-Dudipatsar está situado en el valle de Kaghan en el distrito de Mansehra de Khyber-Pakhtunkhwa, en el norte de Pakistán. El parque fue creado en 2003. El pintoresco lago Dudipatsar y el lago Lulusar están en el parque.
La flora incluye árboles, arbustos, plantas perennes y hierbas de los bosques del Himalaya occidental y de elevación más alta como arbustos alpinos y prados.
El parque nacional de Saiful Muluk junto con el lago Saiful Muluk, se encuentran junto a Lulusar-Dodipatsar en la región del valle de Kaghan. En conjunto, los parques protegen unas 88.000 hectáreas (220.000 acres).